# أم السباع (موقع أثري)
أم السباع هو موقع أثري يقع جنوب شرق الطائف في منطقة مكة المكرمة غرب المملكة العربية السعودية.

## الآثار
يحوي الموقع هضاب نفذت فيها رسوم صخرية متنوعة يعود تاريخها لما قبل الإسلام تضمنت رسومات لأبقار و ماعز ذا قرون بالإضافة غلى نقوش عربية تعود لأواخر القرن الأول هجري و أوائل القرن الثاني وقد احتوت أسماء لشخصيات معروفة في صدر البعثة النبوية.